# Закавказький фронт
Закавка́зький фронт (рос. Закавказский фронт) — оперативно-стратегічне об'єднання радянських військ з 23 серпня 1941 до 30 грудня 1941 та 15 травня 1942 до 9 травня 1945 року у Другій світовій війні.

## Історія
Закавказький фронт вперше сформований 23 серпня 1941 року на базі Закавказького військового округу. До складу фронту увійшли 44-та, 45-та, 46-та і 47-ма загальновійськові армії. Надалі до його складу входила 51-ша загальновійськова армія. Також фронт мав в оперативному підпорядкуванні Чорноморський флот, Азовську військову флотилію і Севастопольський оборонний район. Головним завданням фронту було прикриття державних кордонів із сусідніми Іраном та Туреччиною, а також забезпечення оборони Чорноморського узбережжя Кавказу. Станом на 1 грудня 1941 року фронту підпорядковувалися усі формування Червоної армії на території Грузинської, Вірменської і Азербайджанської РСР. Штаб фронту дислокувався в Тбілісі (згідно з Наказом НКО СРСР № 0444 «Про територіальний складі військових округів Європейської частини СРСР»).
Війська фронту брали участь у висадці десанту на Керченському півострові, оборонних боях у Криму, вводилися в Іран.
30 грудня 1941 року Закавказький фронт перейменований у Кавказький фронт. Директивою ставки ВГК № 170070 від 28 січня 1942 року в цілях зручності управління і більш успішного виконання завдання зі звільнення Криму розділений на Кримський фронт і Закавказький військовий округ.
15 травня 1942 року на підставі наказу ставки ВГК № 0075 від 28 квітня 1942 року на базі Закавказького військового округу сформований Закавказький фронт другого формування.
Директивою Ставки ВГК № 994147 від 8 серпня 1942 року на фондах управління 24-ї армії була створена Північна група військ Закавказького фронту, до складу якої увійшли 9-та та 44-та армії. Командувачем групи став генерал-лейтенант Масленников І. І. 4 вересня 1942 року зі з'єднань Північно-Кавказького фронту у складі Закавказького фронту була сформована Чорноморська група військ зі збереженням в її складі Новоросійського та Туапсинського оборонних районів.
У серпні — грудні 1942 року в ході битви за Кавказ 1942—1943 років війська фронту провели Моздок-Малгобецьку, Нальчицько-Орджонікідзевську, Новоросійську та Туапсинську операції. При проведенні цих операції у взаємодії з Чорноморським флотом і Азовською військовою флотилією був зупинений наступ військ вермахту та його сателітів на перевалах через Головний Кавказький хребет, та створені умови для переходу в наступ. На другому етапі битви за Кавказ фронт спільно з Південним фронтом провів стратегічну Північно-Кавказьку операцію.
3 січня 1943 року Закавказький фронт перейшов у наступ на Нальчицько-Ставропольському напрямку силами військ Північної групи військ, і до 24 січня радянські війська звільнили Моздок, П'ятигорськ, Мінеральні Води, Ворошиловськ (нині Ставрополь) і Армавір.
11-16 січня розпочали наступ на Краснодар і Новоросійськ війська Чорноморської групи військ. 24 січня 1943 року Північна група військ переформована на Північно-Кавказький фронт, якому 5 лютого передана і Чорноморська група військ, а також оперативно підпорядкований Чорноморський флот. Закавказький фронт (45-та армія, 13-й стрілецький і 15-й кавалерійський корпуси, 75-та стрілецька дивізія і інші частини) прикривав Чорноморське узбережжя на ділянці Лазаревське — Батумі і державний кордон з Туреччиною і Іраном.
У серпні 1945 року, у зв'язку з демобілізацією Червоної армії, на базі Закавказького фронту утворений Тбіліський військовий округ.

## Командувачі
- генерал-лейтенант Козлов Д. Т. (23 серпня — 30 грудня 1941);
- генерал армії Тюленєв І. В. (15 травня 1942 — 9 травня 1945).

## Військові формування у складі фронту
На 1 жовтня 1941 року
- 44-та армія
- 45-та армія
- 46-та армія
- 47-ма армія
- Формування фронтового підпорядкування:
  - 386-та стрілецька дивізія
  - 392-га стрілецька дивізія
  - 394-та стрілецька дивізія
- 8-й винищувальний авіаційний корпус (винищувальний авіаційний полк — 13);
- 27-ма винищувальна авіаційна дивізія;
- 26-та бомбардувальна авіаційна дивізія;
- 132-га бомбардувальна авіаційна дивізія;
- 133-тя бомбардувальна авіаційна дивізія;
- 134-та бомбардувальна авіаційна дивізія;
- 25-та змішана авіаційна дивізія;
- 71-ша змішана авіаційна дивізія;
- 72-га змішана авіаційна дивізія;
- 135-та змішана авіаційна дивізія

На 1 липня 1942 року
- 44-та армія
- 46-та армія
- 417-та стрілецька дивізія

На 1 жовтня 1942 року
- Північна група військ
  - 9-та армія
  - 37-ма армія
  - 44-та армія
  - 58-ма армія
  - 4-та повітряна армія
  - 8-ма саперна армія
  - 10-й гвардійський стрілецький корпус
  - 4-й гвардійський кавалерійський корпус
- Чорноморська група військ
  - 18-та армія
  - 46-та армія
  - 47-ма армія
  - 56-та армія
  - 5-та повітряна армія
  - Туапсинський оборонний район
  - 77-ма стрілецька дивізія
- Формування фронтового підпорядкування:
  - 261-ша стрілецька дивізія
  - 276-та стрілецька дивізія
  - 347-ма стрілецька дивізія
  - 349-та стрілецька дивізія

На 1 січня 1943 року
- Північна група військ
  - 9-та армія
  - 37-ма армія
  - 44-та армія
  - 58-ма армія
  - 4-та повітряна армія
  - 10-й гвардійський стрілецький корпус
- 18-та армія
- 46-та армія
- 47-ма армія
- 56-та армія
- 5-та повітряна армія

На 1 січня 1944 року
- 45-та армія
- війська в Ірані
- 12-й стрілецький корпус
- 13-й стрілецький корпус
- 402-га стрілецька дивізія
- 51-й укріплений район;
- 151-й укріплений район;

На 1 січня 1945 року
- 4-та армія
- 45-та армія
- 12-й стрілецький корпус
- 13-й стрілецький корпус
- 402-га стрілецька дивізія
- 51-й укріплений район;
- 78-й укріплений район;
- 151-й укріплений район.